# Inside Out (canción de The Chainsmokers)
«Inside Out» o en español "De Adentro Hacia Afuera", es una canción del dúo DJ estadounidense The Chainsmokers. Cuenta con la voz de la cantante sueca Charlee Nyman y fue lanzado el 1 de abril de 2016, a través de Disruptor Records y Columbia Records.

## Recepción crítica
Matt Medved, de Billboard, la calificó de "canción de canto más suave" y dijo que era un "cambio bien recibido". El escritor de la revista estadounidense, Vents, RJ Frometa dijo: "No muestran signos de desaceleración, The Chainsmokers continúan su programa de lanzamiento sin precedentes dándole a sus fanáticos una nueva canción cada mes. Su última oferta, 'inside Out' con Charlee, comienza de forma tonificada, permitiendo que la cautivadora voz de la cantante sueca tome la delantera, antes de construir el punto culminante de la canción y mostrar el sonido y el estilo de la firma.

## Lista de canciones
| Digital download |                                  |          |  |
| N.º              | Título                           | Duración |  |
| 1.               | «Inside Out» (featuring Charlee) | 3:53     |  |

| Digital download – DubVision Remix |                                                    |          |  |
| N.º                                | Título                                             | Duración |  |
| 1.                                 | «Inside Out» (featuring Charlee) (DubVision Remix) | 4:59     |  |

## Posicionamiento en listas

### Semanales
| Lista (2016)                                | Mejor posición |
| ------------------------------------------- | -------------- |
| Canadá (Canadian Hot 100)                   | 72             |
| Estados Unidos (Hot Dance/Electronic Songs) | 13             |

### Anuales
| Lista (2016)                              | Mejor posición |
| ----------------------------------------- | -------------- |
| US Hot Dance/Electronic Songs (Billboard) | 37             |

## Historial de lanzamientos
| Región        | Dato                | Formato                            | Compañía           | Ref.  |
| ------------- | ------------------- | ---------------------------------- | ------------------ | ----- |
| United States | 1 de abril de 2016  | Digital download                   | Disruptor Columbia | [ 1 ] |
| United States | 15 de julio de 2016 | Digital download (DubVision Remix) | Disruptor Columbia | [ 2 ] |